# Coupe de Jersey féminine de football
La Coupe de Jersey féminine de football est une compétition de football féminin et a été créée en 1999.

## La compétition
Cinq équipes (quatre en 2018 et 2019) participent à un mini-championnat (4 ou 3 rencontres).

## Palmarès

### Burger King Cup
- 1999: St Peters FC
- 2000: inconnu
- 2001: inconnu
- 2002: St Peters FC

### Colin Welsh Trophy
- 2003: St Peters FC
- 2004: First Tower FC
- 2005: First Tower FC
- 2006: inconnu
- 2007: First Tower FC
- 2008: St Paul's FC
- 2009: First Tower FC

#### Bilan par clubs
- 4 victoires : First Tower FC
- 1 victoire :  St Peters FC, St Paul's FC

### Zenith Cup
- 2012: St Paul's FC
- 2013: St Paul's FC
- 2014: Grouville FC
- 2015: St John FC
- 2016: St Paul's FC
- 2017: St Peters FC
- 2018: St Lawrence FC

#### Bilan par clubs
- 3 victoires : St Paul's FC
- 1 victoire : Grouville FC, St John FC, St Lawrence FC, St Peters FC